# Manuel Fermín Rivero de la Calle
Manuel Fermín Rivero de la Calle (* 5. April 1926 in Esmeralda, Provinz Camagüey, Kuba; † 23. September 2001 in Havanna, Kuba) war ein kubanischer Anthropologe und Paläontologe.

## Leben und Wirken
Nachdem Rivero de la Calle mit 17 das Werk des Historikers, Dichters und Archäologen Felipe Pichardo Moya (1892–1957) entdeckte, trat er ein paar Jahre später der kubanischen Höhlenforschergesellschaft bei. 1949 graduierte er zum Doktor in den Naturwissenschaften an der Universität von Havanna. In der Folgezeit war er als Dozent tätig. In den frühen 1950er-Jahren unterrichtete er an der Schule für Kunst und Handwerk in Trinidad, an einer höheren Schule in Santa Clara und an der Universität von Las Villas, wo er zwischen 1952 und 1958 Lehrgänge in Anthropologie gab.
1959 ging er in die Niederlande, wo er bis 1960 bei Professor Rudolf Bergman (1899–1967) vom Tropenmuseum in Amsterdam seine anthropologischen Fähigkeiten vertiefte. Ab 1961 begann er mit seiner Arbeit für die Universität von Havanna, wo er von 1962 bis 1976 die Abteilung für Anthropologie, das anthropologische Museum und die biologische Fakultät leitete. Von 1962 bis 1963 war er stellvertretender Dekan dieser Fakultät. Zwischen 1969 und 1976 erreichten 30 Biologen unter Rivero de la Calle ihren Doktortitel in physischer Anthropologie.
Die Forschungsschwerpunkte von Rivero de la Calle waren die physische Anthropologie, die forensische Anthropologie, die Anthropometrie, die Archäologie, die Paläoanthropologie, die Geschichte der Anthropologie, die Osteologie, die forensische Praxis, die Höhlenforschung, die Primatologie und die Humanbiologie. Zahlreiche Vortragsreisen führten ihn in die Vereinigten Staaten, nach Mexiko, Panama, Chile, in die Dominikanische Republik, nach Martinique, Spanien, Frankreich, Deutschland, Großbritannien, Tschechien und nach Russland.
Ein weiterer Bereich von Rivero de la Calles Forschungsarbeit war die Paläontologie. So förderte er 1987 die fossilen Überreste des Kuba-Affen (Paralouatta varonai) zu Tage, der 1991 von ihm selbst und dem kubanischen Paläontologen Oscar Arredondo (1918–2001) beschrieben wurde.
Rivero de la Calle verfasste sieben Bücher und über 140 wissenschaftliche Artikel.

## Nach Rivero de la Calle benannte Taxa
Oscar Arredondo benannte 1972 die fossile Schleiereulenart Tyto riveroi und im Jahre 2000 das ausgestorbene Riesenfaultier Paramiocnus riveroi zu Ehren von Rivero de la Calle.

## Werke (Auswahl)
- Actas de la Sociedad Antropológica de la Isla de Cuba (1966)
- Las culturas aborígenes de Cuba (1966)
- Nociones de anatomía humana aplicadas a la arqueología (1983)
- Con el arqueólogo Ramón Dacal Moure colaboró en las obras Arqueología aborigen de Cuba (1986)
- Art and archaeology of Pre-columbian Cuba (1996)